# Karl Broschko
Karl Erich Broschko (* 26. April 1900 in Lipowen, Landkreis Lötzen; † 19. August 1972 in Hamburg) war ein deutscher Politiker (SPD). Er war von 1926 bis 1931 Abgeordneter des Oldenburgischen Landtages.

## Leben
Broschko war der Sohn einer Dienstmagd. Nach dem Besuch der Volksschule absolvierte er eine Lehre zum Bürogehilfen bei der Landkrankenkasse in Plön. 1918 nahm er kurzzeitig als Soldat am Ersten Weltkrieg teil. Von 1919 bis 1921 war er zunächst Sekretär, von 1921 bis 1931 dann Obersekretär und Geschäftsführer der Landkrankenkasse in Eutin im Landesteil Lübeck. Von Januar 1932 bis Mai 1933 war er Sekretär und stellvertretender Geschäftsführer beim Landesverband Nord des Reichsverbandes der Ortskrankenkassen in Hamburg.
Broschko trat 1918 in die SPD ein, für die er am 16. Februar 1926 als Ersatzmann für den ausgeschiedenen Abgeordneten Heinrich Fick in den Oldenburgischen Landtag nachrückte. Bis zur Landtagswahl 1928, bei der er wiederum ins Parlament gewählt wurde, war er Mitglied des Petitionsausschusses. Ab Juni 1928 war er Mitglied des Verwaltungsausschusses und ab Februar 1930 Schriftführer des Landtages. Zudem war er bis 1931 Mitglied des Landesausschusses für den Landesteil Lübeck. Des Weiteren gehörte er der Plöner Stadtverordnetenversammlung an.
Der SPD-Landtagsabgeordnete Friedrich Frerichs berichtete Ende Oktober 1931 in einer Landtagssitzung, dass Broschko in Eutin von SA-Mitgliedern auf offener Straße überfallen und niedergeschlagen worden sei. In den folgenden Jahren während der Zeit des Nationalsozialismus wurde Broschko mehrfach verhaftet und interniert. Im November 1933 musste er vierzehn Tage im KZ Ahrensbök verbringen, im März 1935 folgten neun Tage Haft wegen des „Verdachts marxistischer Betätigung“ und unmittelbar darauf eine mehrwöchige Einzelhaft im KZ Fuhlsbüttel aufgrund eines Verfahrens wegen „Hochverrates“. Von Oktober 1933 bis 1935 arbeitete Broschko als Geschäftsführer bei der Kassenärztlichen Vereinigung in Hamburg. Von 1939 bis 1941 sowie erneut ab 1944 nahm er als Soldat am Zweiten Weltkrieg teil. Im Mai 1945 geriet er in britische Kriegsgefangenschaft, aus der er im August des Jahres entlassen wurde.
Karl Broschko war zweimal verheiratet. Seine erste Ehe schloss er 1919, die zweite 1946.